# Escadre sol-air de défense aérienne - 1er régiment d'artillerie de l'air
L’escadre sol-air de défense aérienne - 1er régiment d'artillerie de l'air (ESADA-1er RAA) est une unité de combat de l'Armée de l'air française activée le 3 septembre 2014 sur la base aérienne 702 d'Avord et spécialisée dans la lutte antiaérienne.

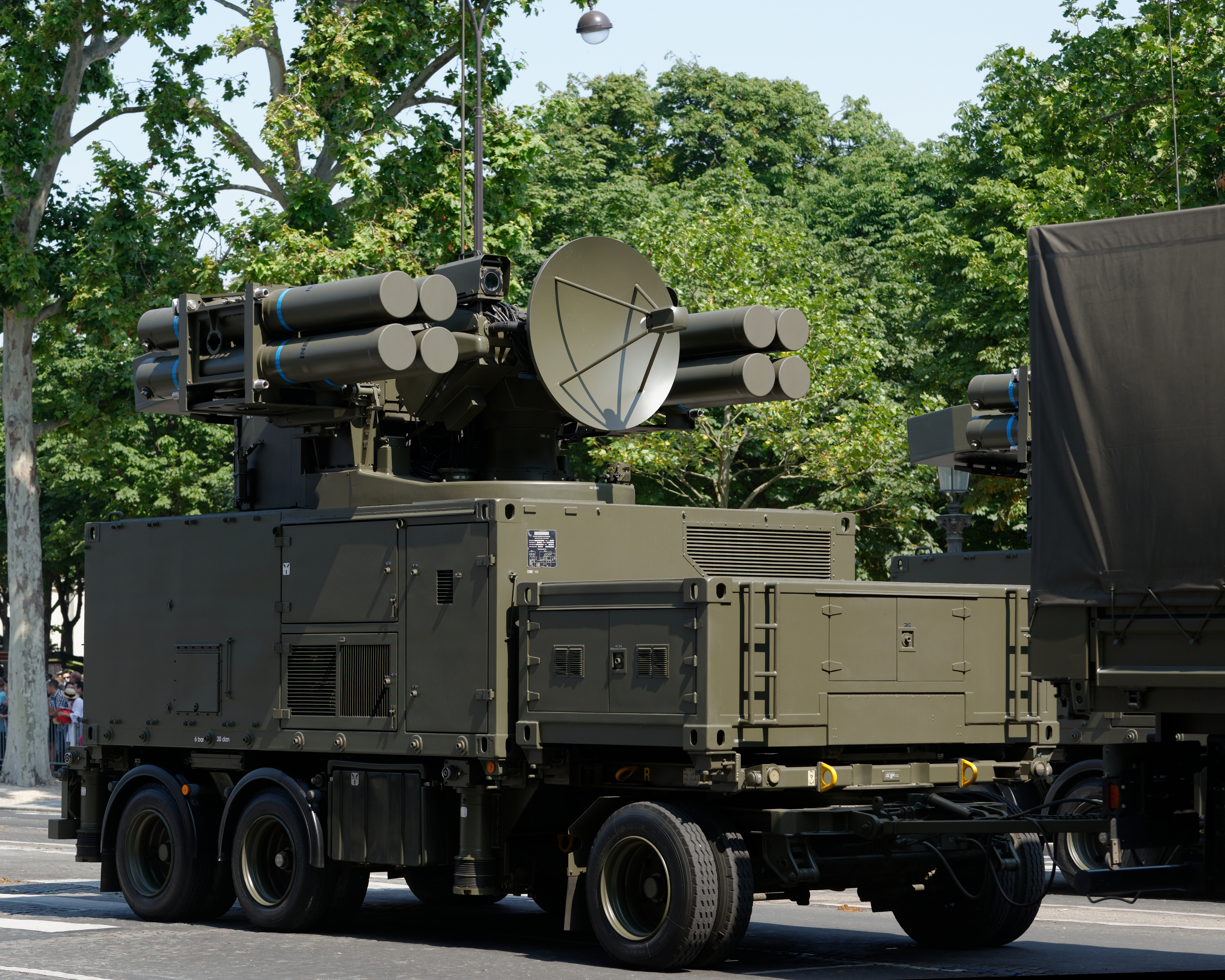
Unité d'Acquisition et de Tir Crotale Nouvelle Génération lors du défilé du 14 Juillet

## Unités constituantes
À sa création, l'escadre comporte les unités suivantes :
- l'escadron de défense sol-air 02.950 "Sancerre" ;
- l'escadron de soutien technique sol-air 2E.950 ;
- le centre de formation de la défense sol-air 14.950 (devenu en 2017 centre de formation et d'expertise de la défense sol-air).

## Insigne
L'insigne de l'ESADA-1er RAA a été homologué le 1er mai 2015 sous le numéro A 1456.
Il reprend les caractéristiques de l'insigne du 1er RAA de la Seconde Guerre mondiale qui comprend les éléments symboliques suivants :
- un croissant, afin de marquer le territoire de création de l'unité, l'AFN ;
- un écusson ailé tricolore, évoquant l'appartenance à l'armée de l'air française d'une unité intégrée aux forces alliées ;
- une croix de Lorraine, rappelant l'engagement au sein des forces françaises combattantes.

## Bases
- Base aérienne 702 d'Avord depuis 2014

## Systèmes d'armes sol-air en dotation
- Systèmes sol-air courte portée Crotale Nouvelle Génération.
- Systèmes sol-air moyenne portée Mamba (missiles sol-air Aster 30).